# Marc J. Mellado
Marc Jesús Tena Mellado (Barcelona, 21 de març de 1990), conegut com Marc J. Mellado, és un poeta català que escriu en llengua castellana.

## Obra
El seu primer llibre porta per títol Que empiece la tarde, publicat el 3 de maig de 2021 per l'editorial Valparaíso Ediciones. El seu segon llibre de poemes, Reivindicación del otoño, surt a la venda el 10 d'octubre de 2022, editat per l'editorial Postdata Ediciones. El 10 d'abril de 2023 es publica el seu tercer poemari, titulat Deseos de otras noches, a càrrec de la col·lecció Maresía (segell de l'editorial {Pie de Página}). El 24 de juny de l'any 2024 arriba a les llibreries el seu quart llibre, titulat Esta combustión inalienable, publicat a la col·lecció de poesia de l'editorial sevillana La Isla de Siltolá. Alguns dels seus poemes també apareixen a l'antologia de poesia iberoamericana La flor en que amaneces V, de l'editorial veneçolana Ediciones Azalea.

### Poesia
- Que empiece la tarde, Granada (Espanya), 2021, Valparaíso Ediciones. ISBN 978-84-18694-08-0
- Reivindicación del otoño, València (Espanya), 2022, Postdata Ediciones. ISBN 978-84-19411-11-2
- Deseos de otras noches, Madrid (Espanya), 2023, Colección Maresía (Editorial {Pie de Página}). ISBN 978-84-126004-7-6
- Esta combustión inalienable, Sevilla (Espanya), 2024, Ediciones La Isla de Siltolá. ISBN 978-84-19298-37-9

### Antologies poètiques
- La flor en que amaneces V, Caracas (Veneçuela), 2021, Ediciones Azalea.